# San Vicente (Uruguay)
Pour les articles homonymes, voir San Vicente.

San Vicente est une localité balnéaire uruguayenne située dans le département de Maldonado. Elle fait partie de la municipalité de San Carlos.

## Localisation
Elle se situe dans le sud du département de Maldonado à une quinzaine de kilomètres à l'est de la péninsule de Punta del Este, sur les côtes de l'Océan Atlantique. Traversée par la route 10, elle est bordée à l'ouest par la station Balneario Buenos Aires et à l'est par celle de Edén Rock.

## Population
D'après le recensement de 2011, la localité compte 4 habitants permanents. Mais ce chiffre augmente en été avec la saison touristique.

## Source
- (es) Cet article est partiellement ou en totalité issu de l’article de Wikipédia en espagnol intitulé « San Vicente (Uruguay) » (voir la liste des auteurs).